# Gara Deva
Gara Deva este o stație de cale ferată care deservește municipiul Deva, România.